# Ett köpmanshus i skärgården (TV-serie)
Ett köpmanshus i skärgården, är en svensk dramaserie från 1973 med bland andra Ulf Brunnberg och Ernst Günther i rollerna, i regi av Åke Falck. Serien är baserad på Emilie Flygare-Carléns roman Ett köpmanshus i skärgården från 1860.

## Handling
Handlingen utspelas på 1830-talet, en tid då Bohuslän var mycket fattigt, den stora sillperioden var sedan länge över, folk levde i fattigdom och elände. Handelshusen klarade sig dock bra, köpmännen såg till att folk som svalt fick brännvin att döva hungern med.
Till handelshuset på Svartskär anländer ett ungt gift par, vars vedermödor vi får följa i de sex avsnitten.

## Om serien
Serien premiärvisades 1 januari – 4 februari 1973 på TV1. Scenograf var Ingemar Wiberg. Inspelningsplats var Fjällbacka i Bohuslän. Manuset var en bearbetning av Olle Mattson på Emilie Flygare-Carléns roman Ett köpmanshus i skärgården som utgavs 1860. Romanen har filmatiserats en gång tidigare, 1925, även då med titeln Ett köpmanshus i skärgården.

## Rollista i urval
- Ulf Brunnberg – Åke Hjelm, ny köpman på Svartskär
- Agneta Bolme – Emilia, hans unga hustru
- Toralv Maurstad – Holt, hans nye kompanjon
- Åke Falck – Moss, avgående ägare av köpmanshuset
- Irma Christenson – Beate-Marie, hans hustru
- Essy Persson – Majken, hans dotter
- Ernst Günther – prästen
- Ulla Jacobsson – Thorborg, hans dotter
- Hans Ernback – Gudmar, hans son
- Berta Hall – Vivika, piga i prästgården
- Ulf Palme – Geistern, kapten från främmande ort
- Sten-Åke Cederhök – Stork-Pelle, en f.d. lots som nu hjälper tullen
- Jan Nygren –  Håttepilten, hans kumpan
- Sven Wollter – Janne, dräng i köpmanshuset
- Claes Esphagen – Gustav, också dräng i köpmanshuset
- Nina Scenna – Uljana, piga i köpmanshuset
- Thor Zackrisson – Tuve, smugglare
- Thore Segelström – Olagus, hans bror
- Georg Adelly – Tolle, en avsigkommen
- Mona Andersson – Pernilla, hans kvinna
- Olof Huddén – drängen Simon
- Pia Rydwall – Adla, krogmadame

## DVD
Serien gavs ut på DVD 2013.